# List do nienarodzonego dziecka
List do nienarodzonego dziecka (wł. Lettera a un bambino mai nato) – powieść w formie listu z 1975, autorstwa włoskiej pisarki Oriany Fallaci.
Dzieło ma formę listu napisanego przez kobietę nieznaną z imienia, nazwiska, wieku, narodowości i miejsca zamieszkania (nie jest nią autorka). List adresowany jest do oczekiwanego przez nią dziecka (jest w bardzo wczesnej fazie ciąży). Kobieta jest osobą niezależną, niewierzącą i posiadającą dość radykalny stosunek do wielu mechanizmów świata zachodniego. Uważa macierzyństwo nie za obowiązek lub przywilej, ale za osobisty i w pełni odpowiedzialny wybór. Dziecko zaś według niej nie jest własnością ani matki, ani Boga, ale jedynie siebie samego.